# Petit Potam, le film
Pour plus de détails, voir Fiche technique et Distribution.
Petit Potam est un film français d'animation, réalisé par Christian Choquet et Bernard Deyriès d'après le livre pour enfant de Christine Chagnoux et sorti le 30 mai 2001 en salles de cinéma.

## Synopsis
Petit Potam est une adaptation de la série d'albums jeunesse de Christine Chagnoux, publiée en 1967 chez Dargaud.
Après les événements de la serie animée, Petit Potam surprend une conversation de pirates qui se préparent à attaquer son village. Alors que ni sa famille ni ses amis le croient, il part vexé dans la jungle ou il rencontre Fleur de Miel, une jeune tigresse. Ils vont devenir inséparables et vivre plein d'aventures. De retour à Barbotam ils mobilisent les enfants puis les villageois pour vaincre les pirates.

## Fiche technique
- Titre : Petit Potam
- Titre en anglais : Little Hippo
- Réalisation : Christian Choquet, Bernard Deyriès
- Scénario : Robin Lyons, Andrew Offiler
- D'après l'œuvre de : Christine Chagnoux
- Maison de Productions : Dargaud Marina, Neuroplanet
- Musique : Jacques Bastello, Olivier Lanneluc, Bill Baxter
- Chansons : Brigitte Duquesne
- Langue : français
- Durée : 77 min
- Date de sortie :
  -  France : 30 mai 2001
  -  Belgique : 17 octobre 2001
  -  Pays-Bas : 22 octobre 2001
  -  Allemagne :13 décembre 2001

## Voix françaises[1]
- Nathalie Homs : Petit Potam
- Maureen Dor : Fleur de miel
- Naïke Fauveau : Tessie, Tam
- Sophie Gourdin : Ma Potam, Grand Ma Potam
- Gérard Rouzier : Grand Pa Potam
- Catherine Duros : Tim
- Pascal Thoreau : Pa Potam
- Solange Boulanger
- Constantin Pappas
- Antoine Tomé
- Olivier Hémon
- Emmanuel Fouquet
- Bernard Demory
- Thierry Kazazian
- Danielle Hazan
- Suzanne Sindberg
- Bruno Magne
- Yann Pichon
- Brigitte Aubry
- Hervé Furic
- Alain Floret
- John Arnold

version française réalisée par les studios de doublage Tabb Productions, sous la direction artistique de Thierry Berthier.

## Autour du film
- 1967 : édition des livres jeunesse Petit Potam chez Dargaud.
- 1997 : Petit Potam série télévisée d'animation réalisée par Bernard Deyriès de 52 épisodes de 13 minutes.
- 2002 : édition DVD du film TF1 Vidéo